# Boobytrap (televisieprogramma)
Boobytrap was een verborgencameraprogramma waarin grappenmakers zelf slachtoffer werden van de verborgen camera. Het werd in 1993 voor het eerst op televisie uitgezonden bij Veronica en werd in latere seizoenen uitgezonden op Yorin.
Verschillende personen presenteerden het programma. De eerste twee seizoenen was de presentatie in handen van de Belg Felice Damiano, 
daarna nam Bart de Graaff het stokje over om dit vervolgens na drie seizoenen weer door te geven aan Gijs Staverman.
Boobytrap viel in Nederland met name op door de cynische voice-over van Rinie van den Elzen onder de filmpjes.
Onder anderen Wendy van Dijk speelde vaak een rol in de verborgencamerafragmenten.
Het programma, dat eerst door John de Mol Producties en later door Endemol werd geproduceerd, was voor het laatst in 2003 op televisie. In 2006 werd het programma Boobytrap nog een keer herhaald op RTL 5, maar dan als Best of Boobytrap, gepresenteerd door Froukje de Both. De herhalingen werden nog een tijdje uitgezonden op Comedy Central Family.